# Gräberfeld zwischen Volkratshofen und Brunnen
Das Gräberfeld zwischen Volkratshofen und Brunnen ist eine Gruppe von 23 Grabhügeln aus der Urnenfelder- und Hallstattzeit, in Volkratshofen einem Teilort der oberschwäbischen Stadt Memmingen in Bayern.

## Lage und Bestimmung

Hallstatt- und La-Tène-Kultur

Der Baubeginn des Autobahnabschnitts der Bundesautobahn 96 von Memmingen nach Lindau 1974 erforderte die Sicherung der Grabhügelgruppe durch die Außenstelle Augsburg des Bayerischen Landesamtes für Denkmalpflege. Das Grabungsgebiet liegt im Schorrenwald, einem Waldgebiet 500 m östlich der Iller und 700 m nordwestlich von Volkratshofen auf 601 Meter über dem Meeresspiegel, in einem Umkreis mit dem Radius von einem Kilometer zwischen Wohnplätzen, Weilern und Teilorten namens Wölfle, Altammann, Brunnen, Westerhard und Volkratshofen. Die Hügelgräber im benachbarten Tannheim im Waldgebiet Härtle liegen einen Kilometer Luftlinie in nördlicher Richtung. Es wurden insgesamt vier Grabhügel und ein Wall in der Nähe der Gräber untersucht.
Das Gelände um Volkratshofen erhielt seine heutige Form in der Würmeiszeit. Sie ist die bisher jüngste der im Alpenraum aufgetretenen großräumigen Vergletscherungen, die über die Alpen selbst hinausgingen. Sie ist wie die meisten anderen Kaltzeiten des Pleistozäns nach einem Fluss benannt, nämlich der Würm in Bayern, einem Nebenfluss der Amper. Die Iller verlagerte über einen langen Zeitraum ihr Bett aus dem Memminger Tal westwärts hierher. Der würmeiszeitliche Schotter wird von einer leicht rötlichem Lehmschicht, genannt Blutlehm, überlagert. Die Größe der Hügel lässt eine Bestimmung als Begräbnisstätten aus der Urnenfelder- und Hallstattzeit zu. Drei der vier Hügel sind der Urnenfelderkultur in der späten Bronzezeit der Stufe Ha B2 / 3 zuzuordnen. Ein Hügel ist in die frühe Hallstattzeit Ha C einzuordnen. Die Hallstattzeit Ha B 3 markiert den Beginn der Eisenzeit und ist um 800 v. Chr. anzusetzen. Die Belegung des Gräberfeldes über zwei Kulturepochen hinweg brachte das Ergebnis, dass die Volkratshofener Terrasse trotz Kulturwandels und einem Klimasturz um 800 v. Chr. durchgehend besiedelt war. Es handelt sich um die südlichsten Funde dieser Art der Totenbestattung und des Ahnenkultes. Die Menschen, die in der Hallstattzeit Ha C lebten, werden als Kelten bezeichnet. Dies deckt sich auch mit dem allgemeinen Kenntnisstand der Forschung, dass in dieser Zeit Süddeutschland oder genauer der Raum südlich der Donau von Kelten besiedelt war.

## Hallstattgrabkammer
Geringe Grabkammerreste lassen eine Beschreibung der vier eigentlichen Grabkammern in Volkratshofen nicht zu. Die Grabkammern der Hallstattzeit, eine Holzbohlenkonstruktion wurden damals auf die ursprüngliche Erdoberfläche aufgesetzt. Sie waren quadratisch mit einer Seitenlänge von je zwei Metern und fünfzig Zentimetern und der Höhe von einem Meter. Die Seitenlängen konnten bis zu fünf Metern lang sein. Waffen verwiesen darauf, dass der Tote ein Mann war, Schmuck war ein Zeichen dafür, dass der Tote weiblichen Geschlechtes war.
An der Ostwand der Kammer waren die Vorratsgefäße für die Reise des Toten in das Jenseits. Auf der Nordwestseite der Kammer stand der vierrädriger Wagen, auf dem der Tote in Nordost-Nordwest-Richtung liegend abgelegt wurde. In der frühen Hallstattzeit A bis B wurde der Tote verbrannt. In Stufe Ha C wurden sowohl Brand- als auch Körperbestattungen durchgeführt. Kleinere Kammern beinhalteten aus Platzmangel statt eines Wagens nur Teile des Pferdegeschirrs. Die südwestlichen Ecke der Grabkammer war persönlichen Gegenständen der Leiche vorbehalten. Zum Schluss wurde über die Holzkammer Erde aufgeschüttet. Aussagen über soziale Rangstellungen der Toten, zu der übrigen Bevölkerung können nicht getroffen werden.

### Grabhügel I-IV

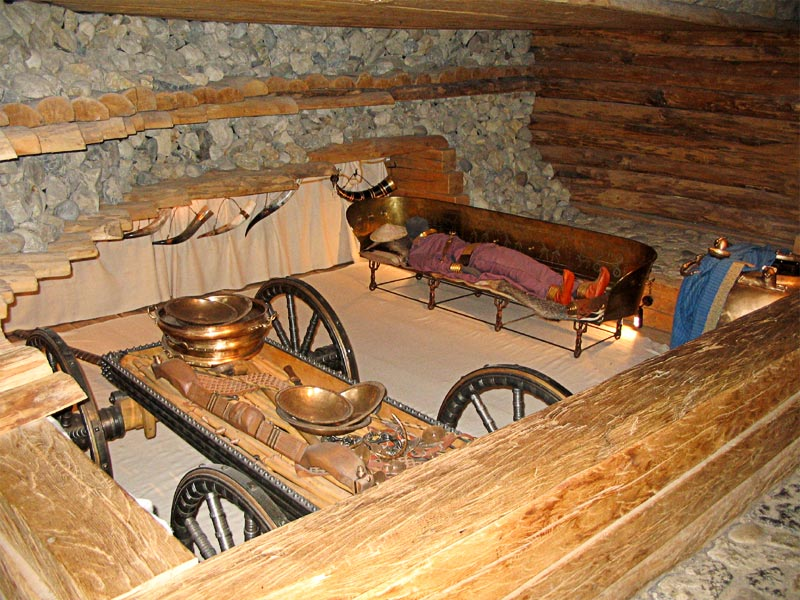
Rekonstruktion eines Wagengrabes in Hochdorf

Hügel I beinhaltet einen vorher verbrannten Toten und acht Gefäße. Die Art der Gefäße lassen eine Bestimmung der Bestattung in die späte Urnenfelderzeit der Stufe Ha B2 / B3 zu. Sechzig Zentimeter oberhalb der Knochenteile wurden Teile eines Schwertes und Bruchstücke von zwei Bronzefiebeln gefunden. Etwa 350 Jahre später wurde ein weiterer Toter in dem Grabhügel bestattet. Die Funde können in die Hallstattzeit D 1 verordnet werden. Nachbestattungen dieser Art sind bis in die Merowingerzeit nachgewiesen. Bei Hügel II am Nordende des Walles standen aus unerklärlichen Gründen, dreizehn Gefäße außerhalb der eigentlichen Grabkammer. Der Bestattete wurde vorher verbrannt und kann der Hallstattzeit Ha C zugeordnet werden.
1825 führte der Memminger Lehrer Friedrich Unold verschiedene Grabungen an Hügeln III durch. Verstreute Scherben am Eingang von Hügel III deuten darauf hin, dass diese Kammer von Unold geöffnet wurde. Die wenigen Scherben lassen eine Datierung in die Urnenfelderzeit zu. Die Grabkammer hatte die Größe 2,40 × 2,40 Meter. In ihr lag eine offensichtlich bei der Raubgrabung vergessene 20 Zentimeter große Bronzelanzenspitze.
Der optische kleinste Hügel IV lässt sich der Urnenfeldzeit Ha B 3 zuordnen. Elf Gefäße und zwei Fußringe wurden geborgen.

### Der Wall
Es konnten keine schlüssigen Erkenntnisse über die Eindatierung oder die Funktion des Walles getroffen werden. Bau und Lage weisen auf keine frühere militärische Verwendung des Walles. Am nördlichen Ende des Walles wurden zwei Gefäße und fünf Bronzeringe gefunden. Da im Wall keine Skelettresten oder Leichenbrand gefunden wurden, kann es sich nicht um Grabbeigaben handeln. Es könnte sich um ein Bauopfer handeln.

## Nachtrag
Am 25. Mai 1820 beschrieb Friedrich von Lupin, wie er mit zwei Knechten Grabungen an einem Grabhügel im Schorrenwald bei Volkratshofen durchführte. 1829 beklagte sich der Freiherr in einer Eingabe an das Königlich Bayerische Landgericht Grönenbach über gemeine Schatzsucher, die die Römerhügel geplündert hatten. Er erreichte die Sicherstellung des Geländes.
Elias Friedrich Küchlin hielt die Hügel auf einem allegorischen Gemälde mit dem Namen Das Illergau fest.